# Paula Dehelly
Pour les articles homonymes, voir Dehelly.
Paulette Léa Dehelly dite Paula Dehelly, est une actrice française, née le 11 février 1917 dans le 11e arrondissement de Paris et morte le 24 mars 2008 dans le 15e arrondissement de Paris.

## Biographie
Paula Dehelly est l'élève de Louis Jouvet avant de débuter au cinéma en 1938 dans Entrée des artistes de Marc Allégret. Elle est l’élève du conservatoire de Paris  en 1940 que Jouvet fait répéter dans le rôle d’Elvire du Dom Juan de Molière (ouvrage Molière et la comédie classique de Louis Jouvet). Cette répétition sera montée au théâtre dans Elvire Jouvet 40.
Elle crée la pièce Les Mains sales de Jean-Paul Sartre en 1948, puis incarne entre autres le rôle de L'Aiglon d'Edmond Rostand.
Elle fait sa dernière apparition dans le téléfilm Le Dernier Fils d'Étienne Périer en 1998.
Spécialiste du doublage, elle prête entre autres sa voix à Deborah Kerr, Angela Lansbury et Ingrid Bergman.

## Théâtre
- 1938 : La Terre est ronde d'Armand Salacrou, mise en scène Charles Dullin, théâtre de l'Atelier
- 1944 : Maurin des Maures d'André Dumas, mise en scène Charles Dullin, théâtre de la Cité : Tonia
- 1946 : La Mégère apprivoisée de Shakespeare, mise en scène Gaston Baty, théâtre Montparnasse
- 1948 : Les Mains sales de Jean-Paul Sartre, mise en scène Pierre Valde, théâtre Antoine
- 1949 : Neiges de Marcelle Maurette et Georgette Paul[1], mise en scène Marguerite Jamois, théâtre Montparnasse
- 1950 : La vie est un songe de Pedro Calderón de la Barca, mise en scène Pierre Aldebert[2], Théâtre national de Chaillot
- 1957 : Le Château d'après Franz Kafka, mise en scène Jean-Louis Barrault, théâtre Sarah-Bernhardt
- 1959 : Il n'y a pas que l'amour d'Edmond Sée, mise en scène Fernand Fabre, Petit Théâtre de Paris
- 1962 : Œdipe-Roi de Jean Cocteau, mise en scène Louis Erlo, Théâtre antique de Lyon à Fourvière
- 1963 : La Farce de Vahé Katcha, mise en scène Jean-Jacques Aslanian, théâtre de Plaisance
- 1963 : Et jusqu'à Béthanie de Jean Giraudoux, mise en scène Raymond Rouleau, théâtre Montparnasse
- 1965 : Lorsque l'enfant paraît d'André Roussin, mise en scène de l'auteur, théâtre des Célestins
- 1967 : Lorsque l'enfant paraît d'André Roussin, mise en scène de l'auteur, théâtre Saint-Georges
- 1968 : Les Œufs de l'autruche d'André Roussin, Théâtre du Grand Casino (Vichy)
- 1974 : La Folle de Chaillot de Jean Giraudoux, mise en scène Jean Deschamps, tournée, théâtre du Midi, théâtre de Nice
- 1978 : La Brise-l'âme de Robert Pouderou[3], mise en scène Gilles Atlan[4], théâtre de l'Œuvre

## Filmographie

### Cinéma
- 1938 : Entrée des artistes de Marc Allégret : Micheline
- 1943 : Les Anges du péché de Robert Bresson : mère Dominique
- 1946 : Son dernier rôle de Jean Gourguet
- 1950 : Le Grand Rendez-vous de Jean Dréville : Cora
- 1959 : Deux hommes dans Manhattan de Jean-Pierre Melville : Mme Fèvre-Berthier
- 1960 : Le Dialogue des carmélites de Philippe Agostini et Raymond Léopold Bruckberger : sœur Catherine
- 1962 : Gigot, le clochard de Belleville de Gene Kelly : la femme du boulanger
- 1963 : Les Vierges de Jean-Pierre Mocky : une lesbienne
- 1964 : Angélique, marquise des anges de Bernard Borderie : la domestique des Monteloup
- 1965 : Le Jour d'après de Robert Parrish : Widow Clarisse
- 1966 : La Prise de pouvoir par Louis XIV de Roberto Rossellini : Mme d'Elbeuf
- 1966 : Tendre Voyou de Jean Becker : Mlle Aline
- 1970 : Le Cinéma de papa de Claude Berri : Mme Lavigne
- 1971 : Un peu de soleil dans l'eau froide de Jacques Deray : Mme Rouargue
- 1974 : Six alcooliques en quête d'un médecin de Gérard Samson (court métrage)
- 1974 : Impossible... pas français de Robert Lamoureux
- 1978 : On peut le dire sans se fâcher de Roger Coggio
- 1986 : I Love You de Marco Ferreri : la mère de Pierre
- 1987 : La Scène Jouvet, documentaire de Benoît Jacquot
- 1997 : Un amour de sorcière de René Manzor : la garde d'enfant

### Télévision
- 1959 :  Letter to Loretta, épisode The Road
- 1967 : L'Invention de Morel de Claude-Jean Bonnardot : Madeleine
- 1967 : Salle no 8 de Robert Guez et Jean Dewever : Tante Berthe (ép. 23)
- 1967 : Saturnin Belloir de Jacques-Gérard Cornu
- 1967 : Au théâtre ce soir : Lorsque l'enfant paraît d'André Roussin, mise en scène de l'auteur, réalisation Pierre Sabbagh, Théâtre Marigny : Madeleine
- 1968 : Don Juan revient de guerre de Marcel Cravenne : la supérieure
- 1970 : Nanou : l'entraîneur
- 1972 : Meurtre par la bande (téléfilm) épisode de la série télévisée Les Cinq Dernières Minutes de Claude Loursais : Barbara
- 1975 : Une femme seule : Germaine Dargence
- 1975 : Jack : Mlle Constance
- 1975 : Les Cinq Dernières Minutes, épisode Patte et Griffe de Claude Loursais : Mme de Ravenne
- 1976 : La vérité tient à un fil : la Javanaise
- 1976 :  Messieurs les jurés, épisode L'Affaire Craznek : Évelyne Quarouble
- 1976 : Ces beaux messieurs de Bois-Doré, feuilleton de Bernard Borderie
- 1977 :  Un juge, un flic, épisode Les Hochets : l'ambassadrice
- 1978 : Une femme, une époque, épisode Marilyn Monroe
- 1978 : Le Voyage de Selim : la mère d’Évelyne
- 1979 : Une fille seule : Mme Dargence
- 1979 : L'Île aux trente cercueils feuilleton de Marcel Cravenne : la Mère supérieure
- 1980 : Ils furent rois tout un matin
- 1980 :  Les Amours des années folles, épisode Les Solitaires de Myols : Léontine de Lerens
- 1998 : Le Dernier Fils : Élodie

## Doublage (liste partielle)

### Cinéma

#### Films
- Ingrid Bergman dans :
  - Hantise : Paula Alquist
  - La Maison du docteur Edwardes : Dr Constance Petersen
  - Les Cloches de Sainte-Marie : Sœur Mary Benedict
  - Les Enchaînés : Alicia Huberman
  - Arc de Triomphe : Joan Madou
  - Jeanne d'Arc : Jeanne d'Arc
  - La Rolls-Royce jaune : Gerda Millett
  - Fleur de cactus : Stephanie Dickinson

- Angela Lansbury dans :
  - Le miroir se brisa : Miss Marple
  - Nanny McPhee : Tante Adelaïde

- 1967 : Casino Royale : l'agent Mirabelle (Deborah Kerr)
- 1978 : Drôle d'embrouille : Delia Darrow / Gerda Casswell (Rachel Roberts) // Ethel (Hope Summers)

#### Films d'animation
- 1941 : Dumbo : l'éléphante rouge (2e doublage)
- 1951 : Alice au pays des merveilles : la rose rouge (2e doublage)
- 1999 : Fantasia 2000 : elle-même (Angela Lansbury)

### Télévision

#### Téléfilms
- Angela Lansbury dans :
  - Arabesque : La Peur aux trousses : Jessica Fletcher
  - L'Extravagante Madame Pollifax : Emily Pollifax
  - Arabesque : Le Pacte de l'écrivain : Jessica Fletcher
  - Arabesque : L'Heure de la justice : Jessica Fletcher
  - Arabesque : Le Fils perdu : Jessica Fletcher

#### Séries télévisées
- Angela Lansbury dans :
  - Arabesque : Jessica Fletcher
  - Magnum : Jessica Fletcher
  - Les Anges du bonheur : Lady Berrington
  - New York, cour de justice : Eleanor Duvall
  - New York, unité spéciale : Eleanor Duvall

- 1981 : Danse avec moi : Candida Martins (Míriam Pires)